# Microsoft Project
Microsoft Project ist eine Software zum Planen, Steuern und Überwachen von Projekten. Die derzeit aktuelle deutschsprachige Version ist Project 2024.

## Einzelplatznutzung vs. Datenbankanbindung
Neben der Einzelplatzversion Microsoft Project Standard gibt es auch die Mehrplatzversion für die Anbindung an den Microsoft Project Server bzw. Project Online die Version Microsoft Project Professional bzw. Microsoft Project Online Desktop Client.
Durch die Anbindung an den Microsoft Project Server bzw. Project Online wird auf eine Vielzahl von Enterprise-Projektmanagement-Anforderungen (EPM-Anforderungen) eingegangen.
Dazu gehören Anforderungsmanagement, Portfoliomanagement, Multiprojektmanagement, Zeiterfassung, zentrale Ressourcenplanung, Risikomanagement, Dokumentenmanagement, Zugriffsverwaltung, Reporting oder aber auch der Zugriff mittels eines Webclients.
Der Microsoft Project Server nutzt die Microsoft-SQL-Datenbank zur zentralen Datenhaltung. Bei Microsoft Project Online liegen die Daten in der Microsoft 365-Umgebung.

## Integration
Microsoft Project ist Bestandteil der Office-Familie und lässt sich sowohl server- als auch clientseitig mit Software von Drittanbietern in andere IT-Systeme integrieren, z. B. in ERP-Software wie SAP PS, Microsoft Teams oder Exchange.
In Microsoft Project Client werden die Projekte dezentral verwaltet. Für eine zentrale Verwaltung der Projekte und Ressourcen ist Microsoft Project Server bzw. Project Online oder eine andere Integrationsplattform erforderlich. Eine zentrale Verwaltung hat den Vorteil, dass Abhängigkeiten und Auswertungen über mehrere Projekte zur Verfügung stehen. Ein weiterer Vorteil ist, dass die Projektteams eingebunden werden können. Damit vereinfacht sich die Informationsverteilung und das Rückmelden wie Fortschrittstatus und Ist-Zeiten. Für die Teameinbindung kann die Web App oder andere Tools verwendet werden.

## Arbeiten mit Microsoft Project
Grundlage von Microsoft Project ist die Netzplantechnik. Die Vorgänge in Project sind ein flexibler Begriff. Ein Vorgang kann eine einzelne Aufgabe aus einem Arbeitspaket, eine Zusammenfassung von Aufgaben oder gar ein eigenes Projekt abbilden. Je nach Ebene bzw. Bedeutung des Vorgangs können diese in Sammelvorgängen gegliedert werden. Meilensteine (signifikante Kontrollpunkte) sind Vorgänge ohne zeitliche Ausdehnung, d. h. bereits in der Planung festgelegte Termine, zu denen definierte, bedeutende Teilziele erreicht werden sollen.

### Terminmanagement
Als Ergebnis der Terminplanung liefert Microsoft Project auf Basis der definierten Vorgänge Termine. Möglich sind Endtermine (auf Basis des Starttermins) und Starttermine (auf Basis des Endtermins). Weitere Determinanten können sein: Stichtage, Termin- oder Ressourceneinschränkungen, Feiertage, Pufferzeiten.
Darüber hinaus sind spezielle Terminberechnungen möglich:
- späteste Lage („Wann muss spätestens gestartet werden?“)
- Zeitreserven („Wie viel Puffer ist vorhanden?“)
- Terminverschiebungen durch Verzögerungen („Wie wirkt sich die Verzögerung eines Tasks auf den Gesamttermin aus und welche andere Tasks und Meilensteine verschieben sich wegen Abhängigkeit dadurch mit?“)

### Ressourcenmanagement
Neben dem Terminmanagement bietet Microsoft Project auch den sehr umfangreichen Bereich „Ressourcenmanagement“. Hier wird einerseits der Blick auf die entstehenden Kosten eines Projektes geworfen und andererseits die Frage der Auslastung dargestellt. Ressourcen werden bei Microsoft Project eingeteilt in Arbeit, Material oder Kosten. Die Arbeits-Ressourcen, i. d. R. die Mitarbeitenden im Projekt, ergeben durch die Zuordnung zu den entsprechenden Vorgängen den zu leistenden Aufwand (in Stunden) und damit die entstehenden Kosten. Mit Material-Ressourcen kann den einzelnen Vorgängen differenziert ihr jeweiliger Verbrauch zugewiesen werden. Mit Kosten-Ressourcen (z. B. Reisekosten) können den einzelnen Vorgängen Einzelkosten zugewiesen werden.
Aus der gesamten Kombination sieht die Projektleitung, welche Kosten zu welchem Zeitpunkt entstehen und zu welchem Zeitpunkt bei einzelnen Mitarbeitenden (Ressourcen) Überlastungen vorhanden sind.

### Projektüberwachung/Berichte
Nach der Planungsphase wird in Microsoft Project ein sogenannter Basisplan gespeichert, zu dem dann während des laufenden Projekts ein Soll-Ist-Vergleich erfolgt. So überwacht z. B. der Projektmanager den Fertigstellungswert durch die Eingabe der verbrauchten Zeiten in Microsoft Project. Ziel ist es, dem Projektleiter oder in größeren Projekten der Projektleitung einen Überblick über entstandene Abweichungen und deren Auswirkungen auf das Projektziel zu ermöglichen.
Für die Dokumentation und Präsentation stehen neben den grafischen Möglichkeiten Gantt-Charts, Netzplan und Kalender-Darstellungen eine große Anzahl an vorgefertigten Berichtsvorlagen zur Verfügung, die der Nutzer auch abändern und erweitern kann. Durch die Funktion Grafische Berichte mit dem Export der Daten in die Microsoft-Produkte Microsoft Visio und Microsoft Excel erhält man die Möglichkeit, deren Funktionsumfang für weitere präsentierfähige Dokumentationen zu nutzen.

## Versionen für Windows
- Microsoft Project 1.0
- Microsoft Project 3.0
- Microsoft Project 4.0
- Microsoft Project 95 (v4.1a)
- Microsoft Project 98 (v8.0)
- Microsoft Project 2000 (v9.0)
- Microsoft Project 2002 (v10.0)
- Microsoft Project 2003 (v11.0)
- Microsoft Project 2007 (v12.0)
- Microsoft Project 2010 (v14.0): u. a. Einführung von Ribbon-Menüs
- Microsoft Project 2013 (v15.0)
- Microsoft Project 2016 (v16.0)
- Microsoft Project 2019
- Microsoft Project 2021
- Microsoft Project 2024